# Weerderhuys

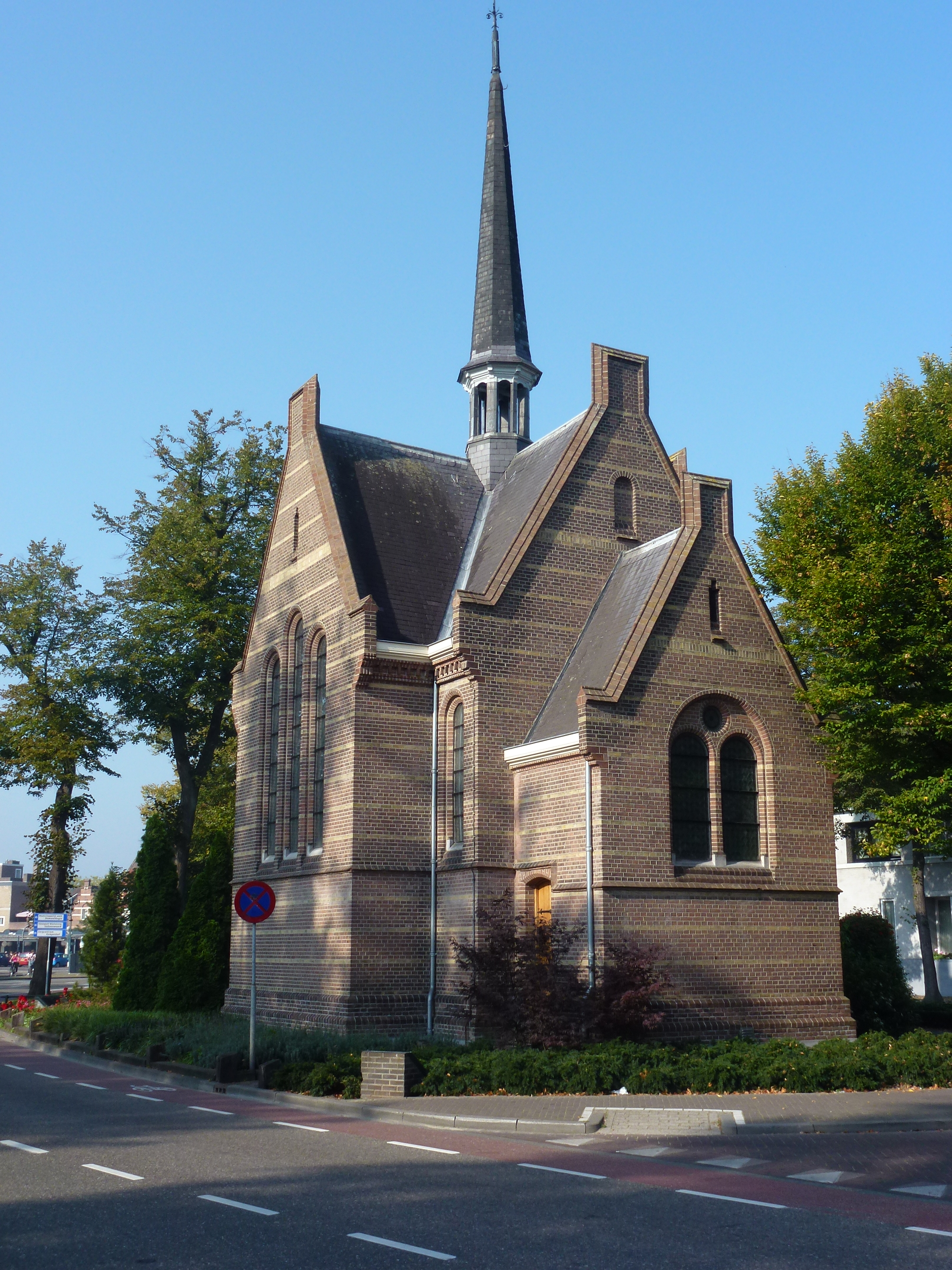
Weerderhuys

Het Weerderhuys is een voormalig hervormd kerkgebouw te Valkenswaard, Nederland, gelegen aan Markt 2. Het gebouw is geklasseerd als rijksmonument (nr. 518661).

## Geschiedenis
Het gebouw werd in 1890 in gebruik genomen door de hervormde gemeente, nadat de voorgaande kerk, een Napoleonskerk welke in 1813 werd ingewijd en waarvan de bouw in 1809 door Koning Lodewijk Napoleon werd verordonneerd, werd vervangen.
Het neogotische gebouw werd ontworpen door Pierre Cuypers en is een van de zeldzame protestantse kerken die door hem werd gebouwd.
Nadat de hervormden in 1966 de Rehobothkerk in gebruik namen, is deze kerk in 1969 overgedragen aan de gemeente Valkenswaard en is sindsdien in gebruik als trouwlocatie. Het gebouw kreeg toen de naam Weerderhuys, naar de grenskerk die in 1656 op het grondgebied van Achel in gebruik werd genomen, en die de oorsprong vormde van de latere Achelse Kluis.

## Gebouw
Het betreft een bakstenen kruiskerkje dat met leien is gedekt. Horizontale sierbanden van gele bakstenen geven de gevels een levendig aanzien. Een hoog en spits vieringtorentje siert het gebouw.